# Trissopelopia longimana
Trissopelopia longimana är en tvåvingeart som först beskrevs av Rasmus Carl Staeger 1839.  Trissopelopia longimana ingår i släktet Trissopelopia och familjen fjädermyggor. Arten är reproducerande i Sverige. Inga underarter finns listade i Catalogue of Life.